# Comuna Șeliuhî, Iakîmivka
Șeliuhî (în ucraineană Шелюги) este o comună în raionul Iakîmivka, regiunea Zaporijjea, Ucraina, formată din satele Mala Ternivka și Șeliuhî (reședința).

## Demografie
Componența lingvistică a comunei Șeliuhî
     Ucraineană (78,52%)
     Rusă (20,98%)
Conform recensământului din 2001, majoritatea populației comunei Șeliuhî era vorbitoare de ucraineană (78,52%), existând în minoritate și vorbitori de rusă (20,98%).